# Euprosopia inermis
Euprosopia inermis är en tvåvingeart som beskrevs av Mcalpine 1973. Euprosopia inermis ingår i släktet Euprosopia och familjen bredmunsflugor. Inga underarter finns listade i Catalogue of Life.